# Slime (Band)
Slime ist eine deutsche Punk-Band aus Hamburg. 1979 gegründet, wurde sie zu einer der stilprägenden Bands der 1980er Jahre. Musikalisch und auch textlich wandelte sie sich von einer Band mit simplen, eingängigen Liedern im Stile des britischen Punkrocks der späten 1970er Jahre zu einer Gruppe mit ausgefeilteren Songstrukturen und komplexen, verschlüsselten Texten. Sie beeinflusste durch ihre antifaschistischen Texte die Geschichte der deutschen Punk-Bewegung. Einzelne Parolen, besonders aus ihrer frühen Phase, fanden Verbreitung in der autonomen Szene.
Zeitweilig war Slime umstritten. Der Gruppe wurde im Zuge des wachsenden Erfolges „Ausverkauf“ vorgeworfen. Auch ihre antiamerikanischen Texte sorgten für Kritik in der linken Szene. Mehrere Lieder, insbesondere das 1980 veröffentlichte Wir wollen keine Bullenschweine (auch bekannt als Bullenschweine), waren Gegenstand von Ermittlungsverfahren.
Nach der Auflösung 1984 kam es Anfang der 1990er Jahre unter dem Eindruck fremdenfeindlicher Ausschreitungen zu einer Wiedervereinigung, die jedoch nur für zwei Alben Bestand hatte. Erst zu dieser Zeit hatte die Band kommerziellen Erfolg. Nach einer Pause von fünfzehn Jahren vereinte sich die Gruppe im Jahre 2009 wieder, 30 Jahre nach dem Datum der Erstgründung, und veröffentlichte 2012 ein neues Album.

## Bandgeschichte

### Erste Phase: 1979–1984
Michael „Elf“ Mayer und Sven „Eddie“ Räther besuchten das Gymnasium Heidberg im Hamburger Stadtteil Langenhorn. Gemeinsam entdeckten sie ihre Liebe zur Punk-Musik über das erste Album der Ramones und beschlossen, eine Band zu gründen. Mayer übernahm die Gitarre und Räther den Bass, hinzu kam der Hafenarbeiter Peter „Ball“ Wodok am Schlagzeug. Erster Sänger wurde Thorsten „Scout“ Kolle, ein Klassenkamerad von Mayer und Räther. Zunächst gab man sich den Namen „Slime 79 and the Sewer Army“, abgeleitet vom bekannten gleichnamigen Spielzeug. Kurz darauf verkürzte man ihn in Anlehnung an andere kurze und prägnante Punk-Band-Namen aus Hamburg zu Slime. Den ersten Text, den die junge Band schrieb, war Polizei SA/SS, eine Reaktion auf Polizeiaktionen gegen Atomkraftgegner. 1979 folgte der erste Auftritt im Jugendzentrum Kiwittsmoor mit einem zweiten Gitarristen namens Oliver Laudahm. Die Band trat zusammen mit The Kreislaufkollaps auf. Deren Sänger Dirk Jora imponierte der Band, und so trennte man sich von Kolle, der mit der Sängerrolle noch nie zufrieden gewesen war. Kolle ist heute Drehbuchautor für Gute Zeiten, schlechte Zeiten und Rote Rosen, zu Räther pflegt er noch heute Kontakt.
In Eimsbüttel probte die Band in einem ehemaligen Bunker. Das erste Lied, das sie in dieser Besetzung schrieb, war Wir wollen keine Bullenschweine. Tom Meyer von Moderne Musik bot ihnen an, eine Single aufzunehmen. Im Herbst 1979 nahm Slime mit Bullenschweine, Iran, Hey Punk und Ich hasse insgesamt vier Stücke auf, sodass statt einer Single genügend Material für eine Extended Play vorlag. Diese erschien im Februar 1980 in einer Auflage von 2.000 Stück, die rasch ausverkauft war. Zusammen mit The Buttocks folgte am 24. Februar ein Konzert in der Turnhalle des Jugendgefängnisses Neuengamme, das auf dem Gelände des ehemaligen KZ Neuengamme errichtet worden war. Jora spielte darauf mehrfach während des Auftrittes an. Dort spielten sie auch unter anderem Polizei SA/SS und Wir wollen keine Bullenschweine sowie ein Cover von Drafi Deutschers Marmor, Stein und Eisen bricht. Das Publikum reagierte heftig auf die Musik der Band. Nach dem Auftritt durften in dem Gefängnis jahrelang keine Rock-Konzerte mehr stattfinden. Kurz nach dem Auftritt stieg Christian Mevs als zweiter Gitarrist ein.

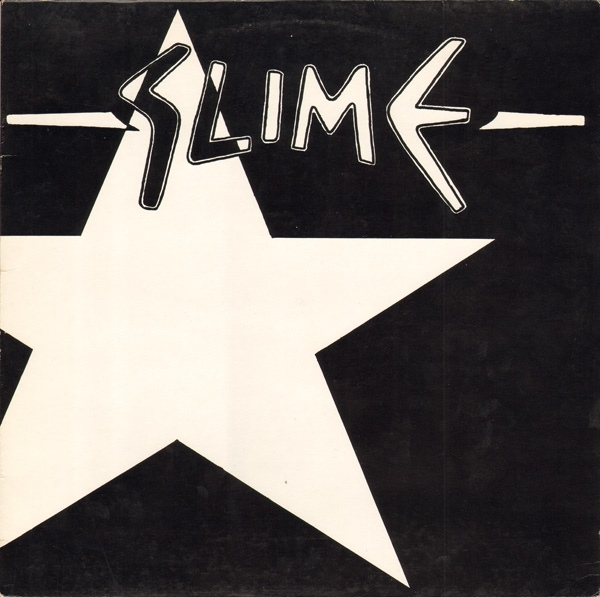
Cover des ersten Albums

Durch den Erfolg angespornt, liehen sich die Mitglieder von Slime bei Bekannten und Freunden Geld, um die erste LP in den Raubbau-Studios in Hamburg in Eigenregie aufzunehmen. Die erste Pressung von Slime I erreichte eine Auflage von 5.000 Stück und wurde insgesamt fünf Mal auf eigene Kosten nachgepresst. Ein Großteil der Stücke war in Englisch verfasst. Das erste Album erregte wegen des Lieds Wir wollen keine Bullenschweine das Interesse der Hamburger Staatsanwaltschaft und des Verfassungsschutzes. Erstere führte in Klaus Maecks Plattenladen Rip Off eine Razzia durch und beschlagnahmte einige Exemplare des Debütalbums. Zudem erhielt Maeck, der irrtümlich für den Produzenten der Platte gehalten wurde, eine Anzeige wegen Volksverhetzung; das Verfahren wurde später eingestellt.
Nachdem das Debütalbum in der Punk-Szene großen Erfolg gehabt hatte, wurde Karl-Ulrich Walterbach von Aggressive Rockproduktionen (AGR) auf die Band aufmerksam. Der erste Vertragsabschluss erfolgte per Handschlag. Walterbach ließ 50.000 LPs pressen. Parallel dazu veröffentlichte er 1980 auf dem Sampler Soundtracks zum Untergang die beiden Stücke Polizei SA/SS und Keine Führer. Ersteres musste auf späteren Veröffentlichungen zensiert werden. Der Sampler wurde 1982 wegen dieses Lieds und Helden von Middle Class Fantasies indiziert, da die Strafverfolgungsbehörden „eine Verunglimpfung des Staates und seiner Symbole“ sahen. 1989 erschien Slime I bei AGR noch einmal unzensiert auf CD, 2003 wurde es bei Weird System mit einer neu aufgenommenen, zensierten Version von Wir wollen keine Bullenschweine erneut veröffentlicht.
Nach der Veröffentlichung wurde Schlagzeuger Peter Wodok aus der Band ausgeschlossen. Er hatte schon damals schwere Alkoholprobleme und starb 1994 an den Folgen seines jahrelangen Alkoholkonsums. Für ihn kam Stephan Mahler, ein ehemaliger Bandkollege von Mevs. Mahler hatte zu Slime I den Text von Karlsquell beigesteuert sowie bei I Wish I Was mitgesungen. 1982 erschien die zweite LP Yankees raus. Mit dem Album entschloss man sich, bestärkt durch den Erfolg der deutschen Texte auf der EP und dem Debütalbum, bei weiteren Veröffentlichungen ausschließlich auf deutschsprachige Songs zu setzen. Mahler begann auch als Songschreiber aktiv zu werden und steuerte mit Demokratie und Pseudo zwei Texte bei. Das Album festigte Slimes Ruf als radikalste Punk-Band in der deutschen Szene, wenn auch die Texte auf dem zweiten Album wesentlich persönlicher gehalten waren. Zusammen mit Beton Combo, Aheads und Middle Class Fantasies tourte Slime durch Deutschland.
Mahler übernahm bei Slime schnell eine führende Rolle und schrieb einen Großteil des dritten Albums Alle gegen Alle, das am 15. April 1983 erschien. Zum ersten Mal verfügte es dank Harris Johns über eine professionelle Produktion. Musikalisch wandte sich die Band vom 77er-Punk-Rock ab und begann, Einflüsse des wesentlich dichteren und dunkleren Hardcore Punks, im Stile der Dead Kennedys und von Black Flag, zu integrieren. Das Werk ist textlich differenzierter, besteht aus weniger Parolen und ist düsterer als die vorherigen Alben. Dies lag vor allem an der desolaten Lage der Punk-Szene, die sich politisch stärker ausdifferenzierte, unter anderem in verschiedene neonazistische Auswüchse, aber auch in politisch dogmatische Linke. Beiden widmeten Slime auf diesem Album mehrere Lieder, unter anderem Linke Spießer und Nazis raus, eine Coverversion von Beton Combo. In diese Zeit fallen weitere Konzerte, teilweise mit Vorbildern der Band. Zum Beispiel 1982 in Hamburg-Harburg zusammen mit den Dead Kennedys und MDC, begleitet von einer Hundertschaft Bereitschaftspolizei unter der Bühne. Auftritte mit Bad Brains in Osnabrück und Ton Steine Scherben in Neumünster folgten. Doch kurz darauf verließ Mahler die Band wieder. Ausschlaggebend waren Kommerzvorwürfe und Anfeindungen aus der Linken, die Mahler nur schwer aushalten konnte. Er war überzeugt, dass Slime nicht mehr weiterkommen könne und schlug Mayer vor, eine andere Band zu gründen. Als er im Urlaub hörte, dass die Band ohne seine Zustimmung ein Livealbum geplant hatte, verließ er sie. Michael Mayer versuchte noch, Slime zusammenzuhalten. Er holte Stéphane Larsson von The Buttocks in die Band. Zusammen spielte man das Album Live (Pankehallen 21. Januar 1984) ein. Es folgten weitere Auftritte, doch letztlich konnte sich die neue Aufstellung der Band nicht etablieren. Sie löste sich schließlich offiziell auf.

### Zwischenjahre 1984–1990: Andere Projekte
Trotz ihrer Auflösung spielte Slime in der Zeit bis zur Wiedervereinigung der Band 1992 mehrmals, so im „Störtebeker“ in der besetzten Hafenstraße oder auf dem „Störtebeker-Barkassen-Trip“ im Hamburger Hafen, bei dem es Freibier gab und die Barkasse beinah im Hafenbecken versenkt worden wäre. Auch für die besetzte Hafenstraße sowie für alternative Projekte wie die Volxküche engagierten sich die Mitglieder mit Benefiz-Auftritten.
Die Bandmitglieder gingen während dieser Zeit verschiedenen Projekten nach. Eddi Räther und Michael „Elf“ Mayer gründeten zusammen mit Stéphane Larsson von The Buttocks die kurzlebige Punk-Band Targets.
Stephan Mahler spielte Schlagzeug in der Gothic-Rock-Band „Mask For“ und in der Gruppe Torpedo Moskau. Beide waren auch in der Gruppe George & Martha aktiv. Mahler und Mevs lernten außerdem Jens Rachut kennen. Während Mahler schon bei Das Moor mit diesem zusammenarbeitete, gründeten Rachut, Mahler und Mevs gemeinsam die Band Angeschissen. Mevs und Mahler gründeten außerdem das „Soundgarden-Studio“ in Hamburg. Insbesondere Mevs leistete dort die Studioarbeit und produzierte zahlreiche Bands. Das Studio wurde bald erste Adresse für das Hamburger Independent-Label L’age d’or. So erledigte er Produktionen für Tocotronic, Blumfeld und Die Sterne und wurde so einer der wichtigsten Produzenten für die Hamburger Schule.
Michael Mayer widmete sich ab 1988 der Band Destination Zero, an der auch Peter Siegler von Razzia beteiligt war. Ab 1989 wurden beide Mitglieder der Punk-Legende Abwärts, die nach kurzer Auflösung von Frank Z. und FM Einheit fortgeführt wurde und bis 1995 Bestand hatte. Mayer betrieb die Band Abwärts parallel nach der Wiedervereinigung von Slime.

### Zweite Phase (1990–1994)

Kompilation Die Letzten

1990 erschien die Kompilation Die Letzten mit altem, bisher unveröffentlichten Material sowie diversen Samplerbeiträgen. Am 7. September 1991 traten Slime auf dem „Viva St. Pauli“-Festival auf. Es war der erste Auftritt nach der deutschen Wiedervereinigung. 15.000 Menschen verfolgten den Auftritt. Im Zuge der folgenden politischen Stimmung im Land, mit den Ausschreitungen in Hoyerswerda als Höhepunkt einer rassistischen Welle von Gewalt, beschlossen die Bandmitglieder, Slime wiederzuvereinigen. 1992 erschien das Album Viva la Muerte. Das Album wurde von Rodrigo González, dem späteren Bassisten von Die Ärzte, produziert. Die Produktion des Albums war etwas diffus: Es wurden mehrere Studios benutzt, die finale Abmischung geschah in einem auf Metal spezialisierten Studio. Auch musikalisch war das Album etwas anders als die vorherigen. Es handelte sich um ein Konglomerat aus verschiedenen Genres, unter anderem Seemannslieder, Fußballlieder und Folk-Songs sowie politische Lieder wie Mensch und eher persönliche Songs. Dadurch wurde das Album zum untypischsten im Katalog von Slime. In der Punk-Szene und auch in der Musikkritik kam es nicht besonders gut an. Schnell machten erneute Ausverkaufsvorwürfe die Runde.
Nach einigen Auftritten nahm Slime 1993 das Album Schweineherbst auf. Das Album ist textlich differenzierter und anspruchsvoller als frühere Veröffentlichungen und auch musikalisch ausgereifter. Es ist in seiner klaren politisch linken Machart eine Antwort auf die rassistischen Pogrome in Deutschland. Das Lied Der Tod ist ein Meister aus Deutschland wurde als Single ausgekoppelt und stellt eine musikalische Verarbeitung des Gedichtes Todesfuge von Paul Celan dar. Es ist eine direkte Antwort auf die Ausschreitungen in Rostock-Lichtenhagen und den Mordanschlag von Mölln. Das Stück zog Parallelen zum KZ-System im Dritten Reich, dem Ausgangspunkt des Originalgedichts. Marcus Wiebusch, zu jener Zeit bei But Alive, schrieb den Text Aufrecht gehen, der von Mayer vertont wurde. Der Großteil des Albums wurde von Mahler geschrieben. Eddie Räther blieb aus privaten Gründen dem Album fern, so dass Mayer dessen Bassparts einspielte. Schweineherbst wurde dem kurz zuvor verstorbenen Drummer Peter Wodok gewidmet. Es war das bis dato erfolgreichste Album der Band und verkaufte in den ersten Wochen 40.000 Einheiten. Damit erreichte das Album Platz 66 der deutschen Album-Charts.
Ende 1994 trennte sich die Band nach einer Abschiedstour erneut. Stephan Mahler und Christian Mevs waren mit dem Erfolg der Band überfordert. Aus ihrer Sicht waren Slime keine reguläre Rock-Band, die von der Musik leben sollte, und sie alle keine Rock-Stars. Mevs begründete dies später so:

„Wir spulten plötzlich eine große Rockshow herunter, bei den Konzerten wollten die Leute mich berühren, sie zupften an meiner Hose. Nach einem Gig kamen Kids, die von ihren Eltern zum Konzert gefahren wurden, und fragten uns beim Autogrammeschreiben, wie viele Bullen wir heute schon verprügelt hätten. Ich wurde zu einer treibenden Kraft hinter der Auflösung der Band. […] Ich fand die Rolle, in die ich mich hineingedrängt fühlte, zum Kotzen. Stephan und ich wurden eine Allianz: Wir wollten Slime demontieren, den Erfolg, den Mythos.“

Mayer dagegen bewertete den großen Erfolg der Band positiv und wollte unbedingt weitermachen. Auf der gemeinsamen Tour kam es daher häufig zu Streitereien, die letztlich zur erneuten Auflösung führten. Auf der Tour produzierte die Band noch ihr zweites Livealbum Live Punk Club, aufgenommen in der Großen Freiheit in Hamburg.

### Zwischenjahre von 1995 bis 2009: Wiederveröffentlichungen und Rubberslime

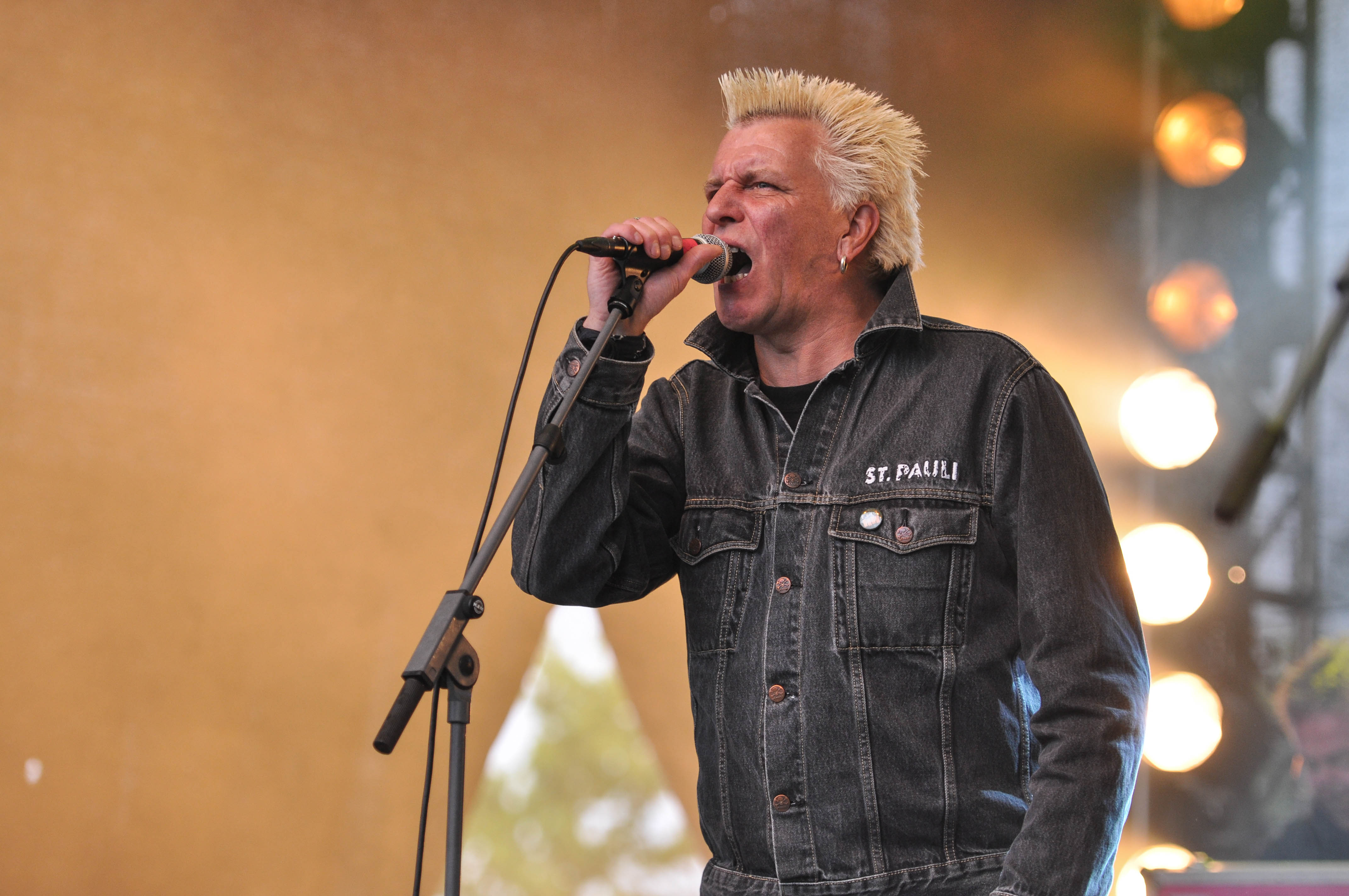
Sänger Dirk Jora bei Rock in Caputh 2013

Die einzelnen Mitglieder widmeten sich anderen Projekten. Mayer gründete seine Soloband Elf, benannt nach seinem Pseudonym, die zwei Alben veröffentlichte. Zusammen mit Jora sowie Musikern von Abstürzende Brieftauben und Heiter bis wolkig gründete er die Band C.I.A. (Church of Independent Assholes), die jedoch nach der Veröffentlichung eines Albums eingestellt wurde.
Mahler machte sich mit dem Stoffgroßhandel seines Vaters selbstständig und beendete seine Musikkarriere. Auch Mevs zog sich nach einem Hörsturz bis zur Reunion von der aktiven Musikerkarriere zurück. Er arbeitet heute als Komponist für Hörspielmusik für den Norddeutschen Rundfunk und Deutschlandradio Kultur.
Im Jahr 2000 erklärten die Richter des Bundesverfassungsgerichtes (BVerfG) Deutschland muss sterben zur „Kunst im Sinne des Grundrechts“. Ein Veranstalter einer Demonstration, der das Lied gespielt hatte, bekam zunächst eine Geldstrafe, legte dagegen jedoch so lange Rechtsmittel ein, bis er die oberste Instanz erreichte.
2002 und 2003 erschienen bei Weird System Nachpressungen der ersten drei Alben, die zensierten Stücke wurden hierfür in Teilen neu eingesungen, um strafrechtlicher Verfolgung zu entgehen. 2004 erschien dort auch die Doppel-DVD Wenn der Himmel brennt, die bereits für 2003 angekündigt worden war, jedoch wegen Ermittlungen der Staatsanwaltschaft verschoben werden musste. Die DVD bietet in Camcorder-Qualität einen dokumentarischen Überblick über die gesamte Bandgeschichte und enthält ein 56 Seiten starkes Booklet mit einem Interview, das die komplette Bandgeschichte umfasst, sowie ein komplettes Werkverzeichnis.
2003 gründeten Jora, Mayer und die Band Rubbermaids nach dem gescheiterten Versuch einer erneuten Slime-Wiedervereinigung das Projekt Rubberslime, das bis 2005 in dieser Besetzung bestand. Dann stieg Jora aus. Jora, finanziell seit 1996 durch Steuerschulden ruiniert, hielt sich bis 2007 als Taxifahrer über Wasser und lebte anschließend von Arbeitslosengeld II. Mayer stieg in die Punk-Band Die Mimmi’s ein, bei der er auch heute noch aktiv ist.
2007 gelang es Mayer, sich und der Band die Rechte an den Mastertapes der ersten drei Alben zu sichern, nachdem Universal, die die Rechte an den AGR-Produktionen besaß, eine Zahlungsfrist verpasst hatte. Die Alben wurden umgehend digital remastered und, um Bonustracks angereichert, über das Label Slime Tonträger neu aufgelegt. Weird System brachte zudem neue LP-Versionen heraus.

### 2009–2020: „Sich fügen heißt lügen“

Promo-Single zu Sich fügen heißt lügen

Ende Oktober 2008 planten Michael Mayer, Christian Mevs und Dirk Jora einen Neustart ohne Mahler. Alex Schwers, der vorher bei Hass, Knochenfabrik und Eisenpimmel spielte, aber seine Musikkarriere beim Schlagersänger Ibo gestartet hatte, übernahm das Schlagzeug. Eddie Räther sollte wieder den Bass übernehmen, bat jedoch wegen einer Sehnenscheidenentzündung um Aufschub. Im Sommer 2009 sagte er jedoch endgültig ab. Er ist heute als Unternehmer im Bau- und Müllentsorgungsgeschäft tätig. Mayer fragte seine Lebensgefährtin Nici, mit der er bereits bei Die Mimmi’s gespielt hatte.
Pfingstsamstag 2010 trat die Band als einer der beiden Headliner auf dem Punk-Festival Ruhrpott Rodeo bei Hünxe auf. Es handelte sich dabei um den ersten Auftritt seit 15 Jahren. Eine Woche später spielte die Band am Millerntor beim hundertjährigen Jubiläum des FC St. Pauli einen zweiten Auftritt. Die Band wurde von Rocko Schamoni angekündigt. Darauf folgte eine Deutschland-Tour.
In einer am 17. und 21. Januar 2011 ausgestrahlten Sendung trat Gitarrist Michael Mayer als Kandidat bei Günther Jauchs Wer wird Millionär? auf. Sein Ziel war es, mit der Gewinnsumme eine Konzertreise seiner Band in die USA so weit wie möglich zu finanzieren. Er gewann 16.000 Euro. 2011 beteiligte sich die Band am Soundtrack zum Film Gegengerade von Tarek Ehlail. Die beiden Lieder St. Pauli und Mittendrin sind die ersten neuen Lieder der Band seit der Reunion. Ein Auftritt der Band im Jolly Roger, der Fankneipe des FC St. Pauli, ist im Film zu sehen.
2011 wurde das 30 Jahre zuvor veröffentlichte Stück Wir wollen keine Bullenschweine indiziert – die Entscheidung betraf sowohl die gleichnamige EP als auch das erste Album. Das Landeskriminalamt Brandenburg hatte die Entscheidung beantragt. Hintergrund war ein Auftritt der Band am 15. Dezember 2010 im Berliner SO36. Im Anschluss kam es zu einer kleinen Straßenschlacht, bei der Polizisten mit Flaschen und Steinen beworfen wurden. Später im Jahr hatte die Band auf dem Wacken Open Air einen ihrer größten Auftritte. Der geriet freilich in die Kritik, weil im gleichen Jahr auch Frei.Wild, die von der Punk-Szene als Grauzonenband mit ihrer Meinung nach fragwürdigen konservativen Texten wahrgenommen wird, auf dem Festival spielten.
Am 15. Juni 2012 erschien das neue Album Sich fügen heißt lügen auf People Like You Records. Es war das erste Studioalbum der Band seit 18 Jahren. Die Band hatte aus der Not, ohne Mahler keinen veritablen Songwriter mehr zu haben, eine Tugend gemacht: Auf diesem Album wurden nur Texte des anarchistischen Dichters Erich Mühsam vertont. Im Sommer 2012 spielten Slime bei einigen Open-Air-Festivals, wie Area4 und das Nonstock-Festival nahe Darmstadt. Im Herbst und Winter folgte eine Club-Tour.
Am 4. März 2013 erschien die offizielle, von Daniel Ryser verfasste Bandbiografie Slime: Deutschland muss sterben. Die anschließende Lesereise wurde von Mevs, Mayer und Jora akustisch begleitet. 2013 folgte die Indizierung von Polizei SA/SS. Die Indizierung hatte auch Folgen für diverse Bands, die den Slime-Song gecovert haben, so unter anderem für Totenmond und Japanische Kampfhörspiele, deren Tonträger daraufhin ebenfalls indiziert wurden.

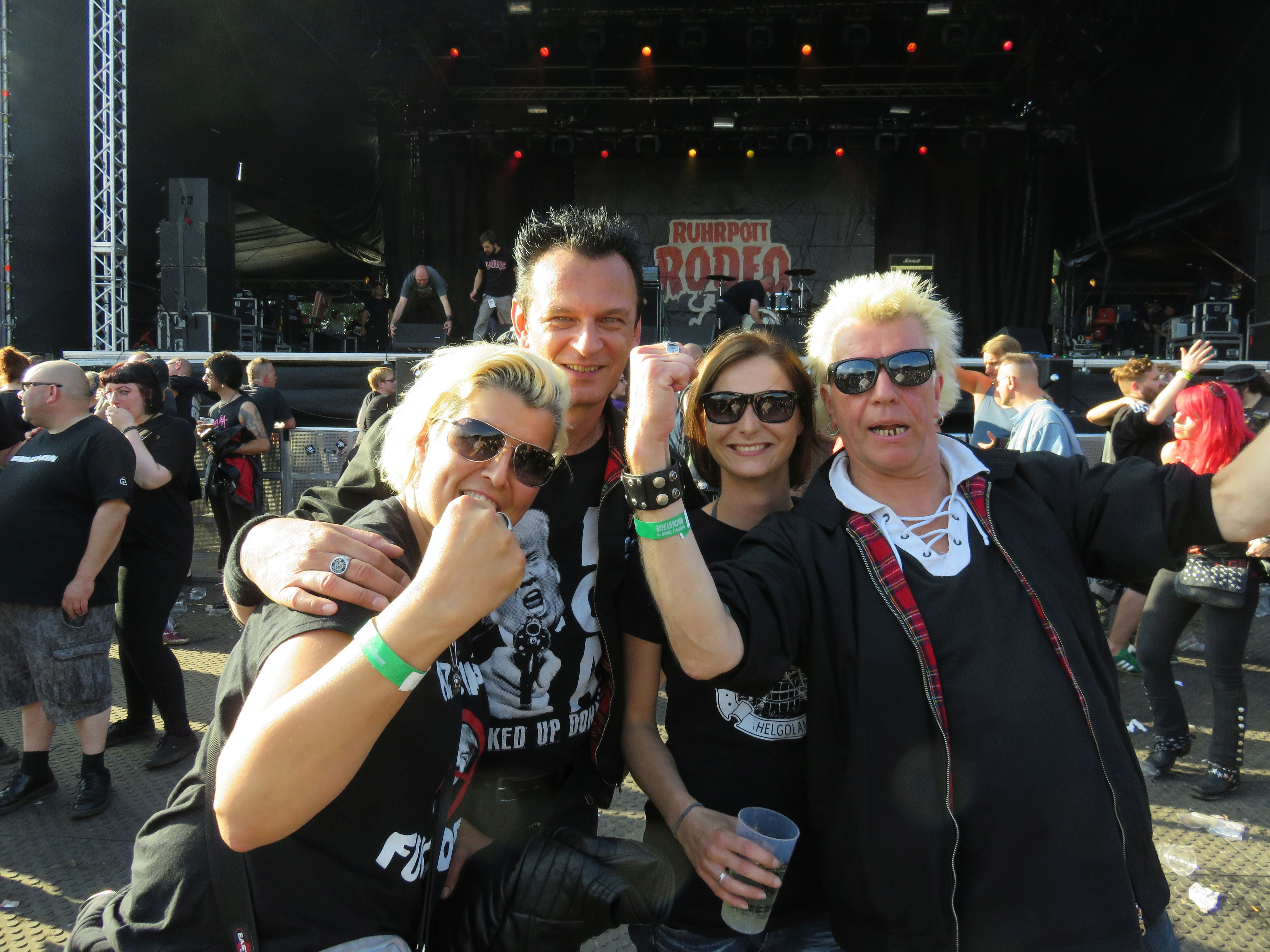
Slime auf dem Ruhrpott Rodeo Festival (2016)

Am 29. September 2017 folgte das Studioalbum Hier und jetzt, das zum ersten Mal seit der Neugründung neue Lieder enthält. Als Songwriter beteiligten sich Max Richard Leßmann, Frank Nowatzki (ex-Beton Combo) sowie Andreas Hüging an dem Album. Bereits vorher waren die Singles Sie wollen wieder schießen (dürfen) und Unsere Lieder als 7’’ erschienen. Eine limitierte Box enthielt neben dem Album im Digipak, einem Aufnäher und einer Posterflag ein bis dato unveröffentlichtes Livealbum. Das Album erreichte Platz 20 der deutschen Albencharts.
Am 13. März 2020 erschien das Album Wem gehört die Angst, das von Christian Mevs selbst produziert wurde. Das Album wurde über Arising Empire veröffentlicht und erreichte als erste Slime-Veröffentlichung mit Platz 9 die Top 10 der deutschen Charts.
Am 30. Juli 2020 verkündete Sänger Dirk Jora über eine E-Mail an diverse Fanzines, dass er die Band mit sofortiger Wirkung verlassen habe. Jora verwies auf „unüberbrückbare interne Probleme“ und sprach unter anderem von Differenzen bei der praktischen Umsetzung von Texten des letzten Slime-Albums sowie bei der Frage, wie die Band mit Crew- und Band-Mitgliedern umgehen sollte. Mit seinem Ausstieg habe sich die Band ebenfalls aufgelöst, erklärte Jora. Am gleichen Tag gaben die verbliebenen Bandmitglieder über die Facebook-Fanpage der Band bekannt, Dirk Jora habe Slime „aufgrund seiner gesundheitlichen Situation verlassen“ und sagten die für 2020 geplanten Konzerte ab. Von einer Auflösung der Band war in diesem Statement explizit keine Rede. Stattdessen teilten die verbliebenen Bandmitglieder mit: „Wie, ob und wann es eventuell weitergeht muss erstmal offen bleiben“.

### Seit 2021: Neuer Sänger Tex Brasket

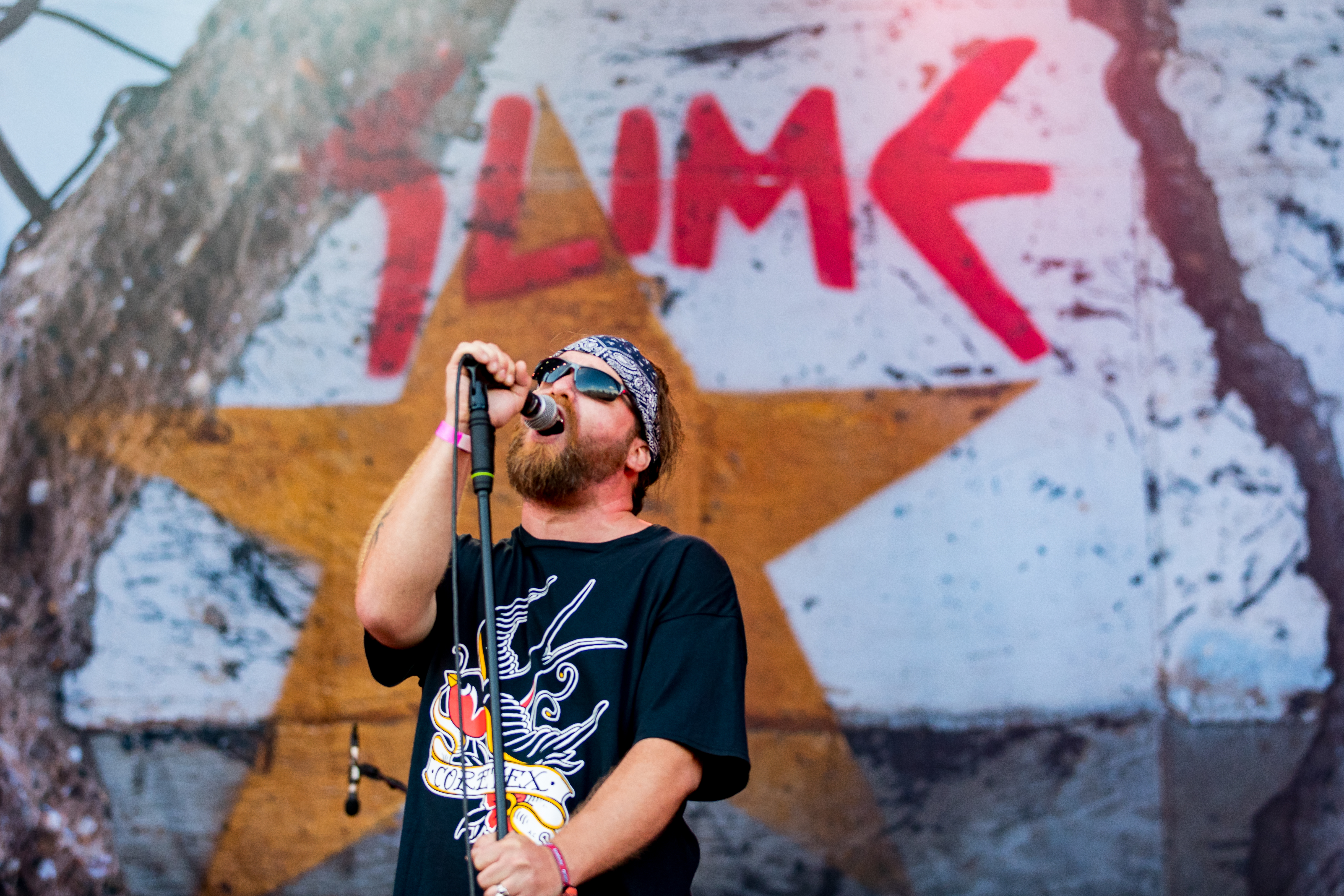
Tex Brasket beim Wacken Open Air 2022

Am 17. Dezember 2021 veröffentlichten Slime die Video-Single Komm schon klar mit dem ehemals wohnungslosen Berliner Straßensänger Tex Brasket, den die Band nach Dirk Joras Ausscheiden kennengelernt hatte. Der Text zum Song stammt aus der Feder des Sängers und handelt von seinem Leben auf der Straße. Außerdem wurde für den Sommer 2022 ein neues Album namens Zwei angekündigt, das über Slime Tonträger/Hulk Räckorz am 15. Juli 2022 erschien.
2025 erschien mit 3!+71 das zweite Album mit Brasket als Sänger.

## Stil

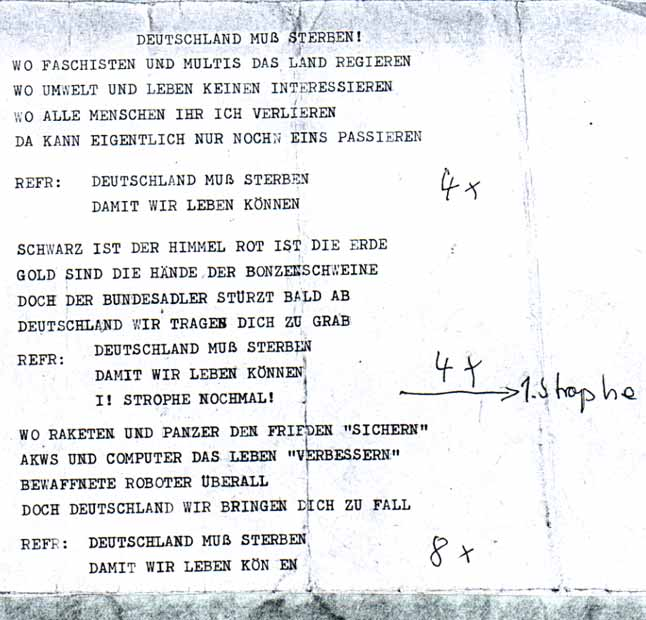
Textblatt von Deutschland muß sterben

Slime verstand sich von Beginn an als politische Punk-Band. Dies war zur damaligen Zeit keine Selbstverständlichkeit, waren die Anfänge der Punk-Bewegung doch zunächst politisch diffus. Zwar lehnte man sich gegen Autoritäten auf, doch ein linkes und radikal libertäres Weltbild war in der Punk-Szene jener Zeit nicht verankert. Auch eher am No-Future-Ideal der britischen Punk-Szene orientierte Texte, wie sie bei anderen frühen Punk-Bands wie Razzia oder Chaos Z zu finden waren, fehlten bei Slime. Stattdessen war es zu Beginn die Lust an „Randale“ und der „Wille zur Veränderung“, der aus den Texten sprach. Bereits der Titel der EP Wir wollen keine Bullenschweine sowie das gleichnamige Titellied waren ein Affront gegen die bundesdeutsche Öffentlichkeit. Aus der Anti-Atomkraft-Bewegung kommend und durch die Ausschreitungen bei den Demonstrationen der AKW-Gegner entscheidend geprägt, versteifte sich die Wut über das repressive Agieren des Staates, der letztlich das stark umstrittene Wir wollen keine Bullenschweine, aber auch die weiteren Texte der ersten beiden Alben prägte. Weitere Themen in der ersten Phase waren die Abgrenzung von anderen Jugendkulturen (D.I.S.C.O.) und Spießern sowie Alkoholkonsum (so besang Slime die Aldi-Marke Karlsquell). Fußball war ebenfalls von Beginn an ein großes Thema, ironischerweise zunächst für den HSV, dann jedoch für den FC St. Pauli.
Musikalisch litten die ersten Aufnahmen unter dem fehlenden Geld, das erst mit der Vertragsunterzeichnung bei Aggressive Rockproduktionen zur Verfügung stand. So wurden die ersten Alben in Eigenregie produziert und verfügten daher über eine eher rohe Tonqualität. Zunächst noch von der britischen Punk-Bewegung um Bands wie The Clash, The Damned und den Sex Pistols beeinflusst, adaptierte man später auch den Sound des US-amerikanischen Hardcore-Punks, hier insbesondere Black Flag und Dead Kennedys. Die ersten Aufnahmen waren entsprechend den Vorbildern eher simpel gehalten, jedoch mit einem stärker rock-lastigen Sound, der vor allem auf die Verehrung von Ton Steine Scherben zurückgeht. Bis zum Ende der ersten Band-Phase steigerte sich der musikalische Anspruch – gerade das letzte Album Alle gegen Alle war zudem wesentlich aufwändiger produziert. Durch das Hinzukommen von Stephan Mahler als Haupttexter veränderten sich auch die Texte, die zunächst stark parolenhaft und provokant waren. Bei Alle gegen Alle wurden mehr persönliche Themen behandelt. Zudem waren die Texte reflexiver und behandelten das Verhältnis zur eigenen Szene.
Nach der Wiedervereinigung der Band 1990 wurden die Texte wesentlich anspruchsvoller. Sowohl Viva la Muerte, von Rodrigo González mit einer Metal-Produktion versehen, als auch Schweineherbst arbeiten mit einer metaphorischen Symbolik, die sich von den klaren Aussagen früherer Produktionen verabschiedete. Beide Alben sind geprägt von den fremdenfeindlichen Brandanschlägen nach der deutschen Wiedervereinigung. Musikalisch war Viva la Muerte stärker vom Metal geprägt, während Schweineherbst wieder deutlich mehr Punk-Elemente besaß. Diverse Riffs erinnerten sowohl an Slayer als auch an Social Distortion. Schweineherbst wird von der Kritik als Opus magnum in Slimes Schaffen gesehen, als „bestes Deutschpunk-Album aller Zeiten“, das über „[i]ntelligente Texte, kraftvolle[n] Midtempo-Hardcore und eine unglaubliche Sound-Dichte“ verfügt.

## Bedeutung

### Punk-Szene und Protestkultur

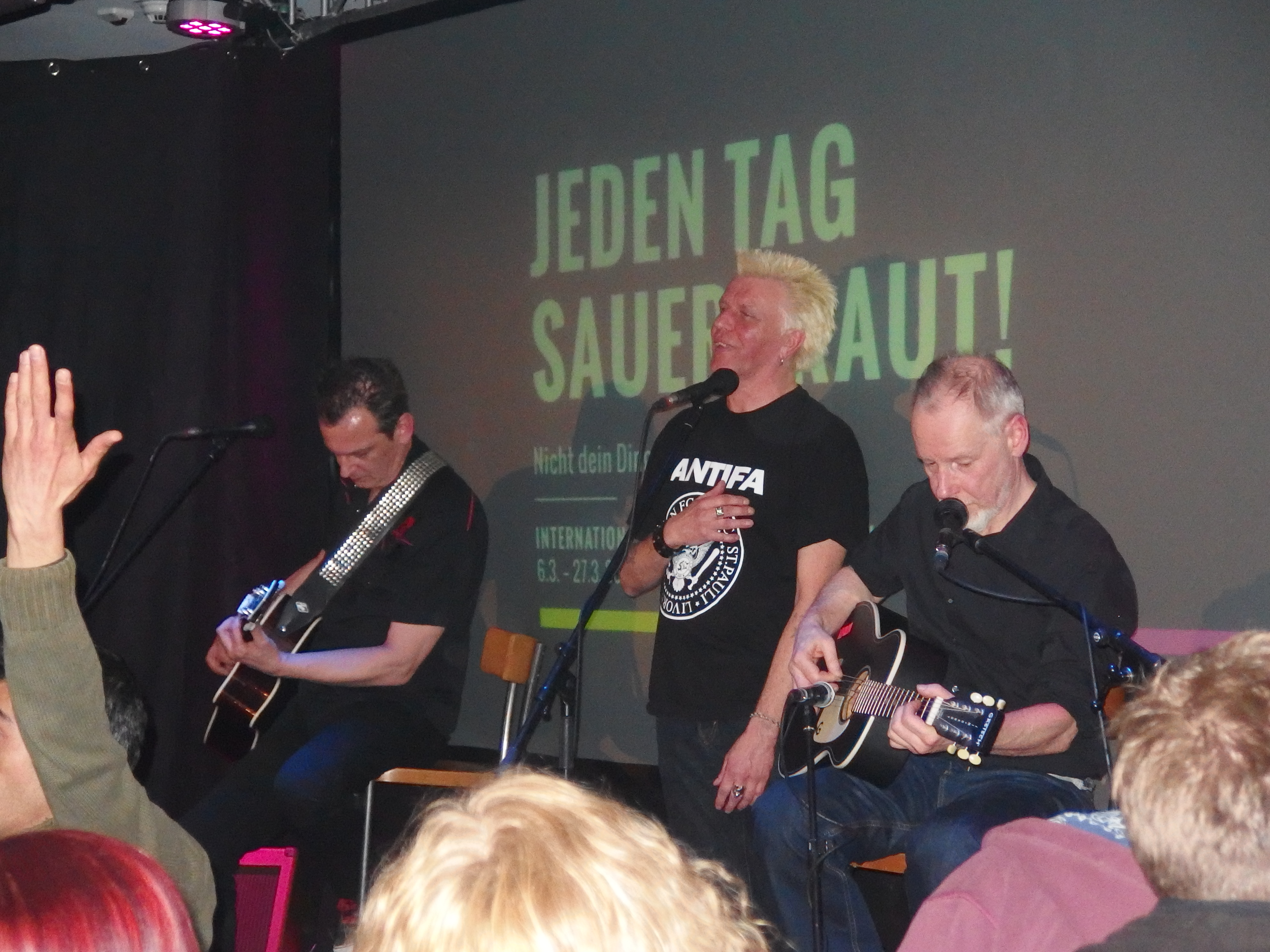
Slime akustisch 2015 im Saarbrücker Juz Försterstraße

Slime war eine der einflussreichsten deutschen Punk-Bands der frühen Bewegung und prägte so die politische Grundhaltung eines großen Teiles der deutschen Szene. Sie gehörte zusammen mit Toxoplasma, Canal Terror, Daily Terror und Razzia der zweiten Welle an Punk-Bands an. Allen diesen Bands waren effektvolle und provokative Parolen gemein, die sie wesentlich von früheren Bands unterschieden. Aus dem Gros ähnlicher Bands hob sich die Band vor allem durch ihre extrem provozierenden Texte heraus. Die vor allem polizeifeindlichen Texte der ersten Aufnahmen beeinflussten die Protestkultur jener Zeit. Slime prägten verschiedene Parolen der damaligen und zum Teil auch noch heutigen links-autonomen Demonstrationskultur. So gehen Parolen wie „Polizei SA – SS“, „Demokratie – die klappt wohl nie“, „Ich glaube eher an die Unschuld einer Hure als an die Gerechtigkeit der deutschen Justiz“, „Mollis und Steine gegen Bullenschweine“ und „Legal – Illegal – Scheißegal“ auf Slime zurück. Bis heute ist nicht klar, ob sich die Parole A.C.A.B. („All Cops Are Bastards“, dt. „Alle Bullen sind Bastarde“) in Deutschland durch Slime verbreitete oder ob das gleichnamige Lied der britischen Band The 4-Skins hier anregend war. Die harten Texte der ersten Veröffentlichungen imponierten der Punk-Szene jener Zeit. Noch heute ist Slime „[d]ie Band, auf die sich jeder einigen kann, die musikalisch wie textlich von 1979 bis 1985 und von 1990 bis 1994 Generationen von politisch interessierten Punks prägte“.
Slime richtete sich in Songs wie Sand im Getriebe gegen den Staat und sang in Nazis raus (Original von Beton Combo) sowie Schweineherbst gegen Nazis. Hey Punk gilt als Punk-Hymne. Das Lied Deutschland mit seiner Zeile „Deutschland muss sterben, damit wir leben können“ ist eine Umkehrung der Losung „Deutschland muss leben, und wenn wir sterben müssen“ auf dem 1936 errichteten Hamburger Kriegerdenkmal am Dammtorbahnhof und sorgte für heftige Kontroversen. Nach einem Beschluss des Bundesverfassungsgerichts 2000 ist es jedoch erlaubt, das Lied öffentlich abzuspielen oder zu zitieren. In seiner Urteilsbegründung bezog es sich auf die im künstlerischen Anspruch metaphorische Ähnlichkeit mit Heinrich Heines Gedicht Die schlesischen Weber.
Die hessischen Grünen plakatierten ein ironisches „Legal, Illegal, Scheißegal“ im Landtagswahlkampf, der in die Zeit der Flick-Affäre 1984 fiel.
Der Umgang der Punk- und der linken Szene mit Slime ist jedoch nicht frei von Konflikten. Wegen des Lieds Gerechtigkeit, in dem es heißt „Ich glaube eher an die Unschuld einer Hure als an die Gerechtigkeit der deutschen Justiz“ wurde die Band von autonomen Frauengruppen angegriffen. Kommerzvorwürfe machten sowohl vor Alle gegen Alle als auch bei den beiden Reunions die Runde. Ein weiterer Kritikpunkt ist der Antiamerikanismus der Band, unter anderem bei Yankees raus. Bereits bei der Erstveröffentlichung des Liedes wurde die Band stark kritisiert – ihr wurde unter anderem Rassismus unterstellt. Die Band reagierte bei Alle gegen Alle darauf und veröffentlichte eine Erklärung, in der sie die Vorwürfe zurückwies. Das Lied blieb umstritten und sorgte noch einmal für böse Reaktionen, als Rubberslime es 2003 neu auflegten. Attac wollte das Lied auf einem Unterstützungssampler veröffentlichen. Einigen Mitgliedern der Organisation gefielen die Vergleiche mit dem Nationalsozialismus jedoch nicht. Es kam zu einer längeren Diskussion, in die sich auch Mahler einschaltete, der die Rechte an seinem Lied verletzt sah. Letztlich entschied sich Attac, den Sampler als Peace Attack Vol. 2 über Impact Records herauszubringen und nicht namentlich auf dem Titel genannt zu werden. Insbesondere die antideutsche linke Szene ging ebenfalls auf Abstand. Im Szeneladen Conne Island in Leipzig hatte Rubberslime Auftrittsverbot, das sich auch nach der Reunion als Slime fortsetzte.

### Interpretationen durch andere Bands und Musiker

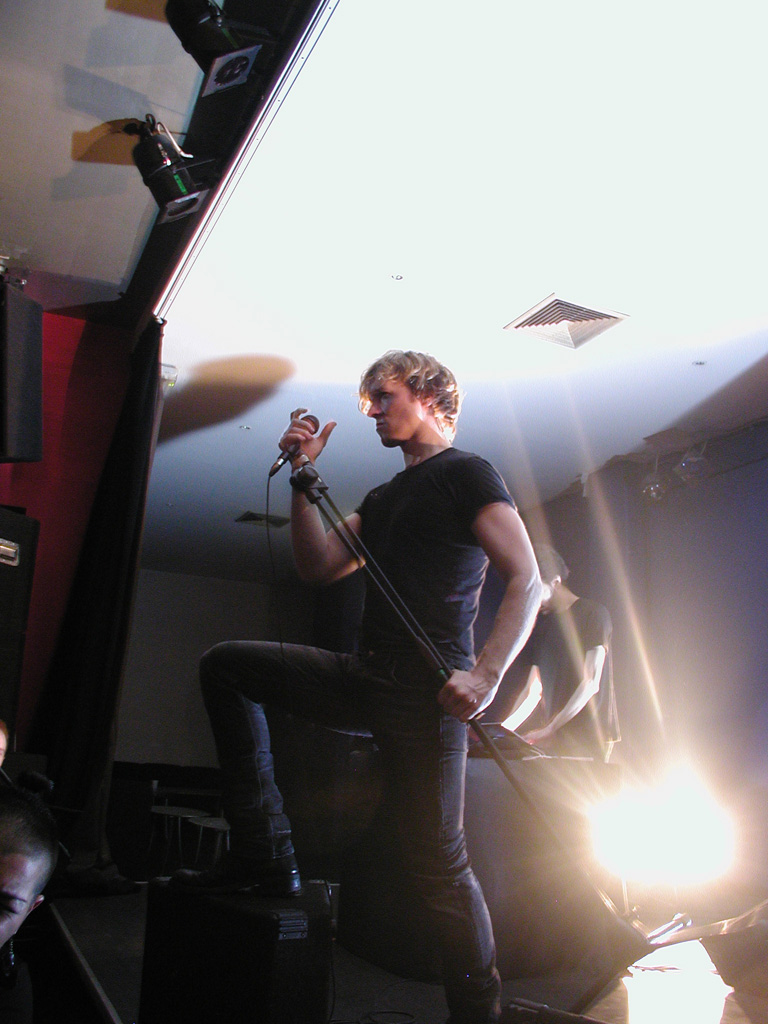
Alec Empire ist Slime-Fan und verwendete Songmaterial für einen Soundtrack

Slime war eine der wichtigsten Bands der linken Szene in den frühen 1980ern, und so tauchen Referenzen auf sie auch Jahre später auf. Die Ärzte verwenden Material aus Bullenschweine in ihrem Nummer-1-Hit Männer sind Schweine (allerdings am Schluss des Stückes und kaum wahrnehmbar) und spielen auf einigen Live-Konzerten am Ende des Lieds Richtig schön evil den Refrain von Polizei SA/SS. Auch im Lied Kein Gerede von WIZO findet sich ein direkter Bezug auf eine Zeile des Liedes „Bullenschweine“ (Noch ein Aufruf zur Revolte, noch ein Aufruf zur Gewalt). Auch die Broilers haben auf ihrer 2008 erschienenen Ruby-Light-and-Dark-EP ein Lied von Slime gecovert, nämlich Zusammen.
Auch Bands aus der rechtsradikalen Szene wie Endstufe und Kampfzone coverten Slime-Songs (Gewinnen werden immer wir auf der 10″ 2003 von Kampfzone; Linke Spießer auf dem 2006er Album Feuer frei von Endstufe).
Alec Empire veröffentlichte mit seinem Projekt Atari Teenage Riot 1997 das Lied Deutschland (Has Gotta Die) als Hommage an Deutschland muss sterben. Später coverte er für den von ihm zusammengestellten Chaostage-Soundtrack das Stück Bullenschweine, das zusammen mit dem Original Grundlage der Indizierung des Soundtracks wurde.
Stücke von Slime werden außerdem in der deutschsprachigen Hip-Hop-Szene rezipiert. So verwendeten die Absoluten Beginner in den 1990ern Bullenschweine als Vorbild für ihren Beitrag K.E.I.N.E. Die Hamburger Hip-Hop-Formation Fischmob verwendete den Text für ihren Song Polizei Osterei, ein Stück im Stile der Dance-Aufnahmen der Schlümpfe. 2014 zitierte Casper das Stück auf seiner Single Im Ascheregen: Ein drittel Heizöl, zwei drittel Benzin. Zudem postete er auf seiner Facebook-Seite ein Video zu Deutschland muss sterben, was zu einer lebhaften Diskussion seiner Fans um politische Richtungen führte.
Im April 2009 erschien das Tribut-Album Alle gegen Alle – A Tribute to Slime, auf dem Bands aus der deutschen Punk- und Oi!-Szene Songs von Slime covern. Beiträge zu diesem Sampler lieferten unter anderem Die Toten Hosen (Viva la Muerte), Die Mimmi’s (Der Tod ist ein Meister aus Deutschland), Dritte Wahl (Yankees raus), Rasta Knast (Störtebecker), Stage Bottles (Robot Age), Broilers (Zusammen), Volxsturm (Gewinnen werden immer wir), Pöbel & Gesocks (Keine Führer), Ungunst (Goldene Türme) und die Jesus Skins (Wenn der Himmel brennt).
Ein weniger populärer Tribut-Sampler erschien 2004 auf dem Label Kink Records. Unter anderem sind Popperklopper, Hausvabot, Kumpelbasis sowie die brasilianische Band Agrotóxico auf der Tape-Compilation vertreten. Einige der veröffentlichten Songs fanden sich später ebenfalls auf dem Alle gegen Alle – A Tribute to Slime-Sampler wieder.
Auch in der Metal-Szene wurde die Band rezipiert. Stücke von Slime wurden unter anderem von Kreator, Totenmond und Japanische Kampfhörspiele gecovert. Im Januar 2025 veröffentlichten Heaven Shall Burn in Kollaboration mit Dÿse ein Musikvideo zu ihrer Cover-Version des Slime-Songs Schweineherbst. Bei dieser Cover-Version wirkt Slime-Gitarrist Michael „Elf“ Mayer mit.
Neben Cover-Versionen und Song-Zitaten ist die Band auch Gegenstand verschiedener Song-Texte. Jens Rachut, angesäuert über die Reunion von Slime 1990, widmete der Band das Blumen-am-Arsch-der-Hölle-Stück Schleim, in dem es heißt:

„Ihr wisst es so genau/Ihr Bands, die sich zurückbilden und neuformiern/Ihr wisst es alle/Und alle/Revival stinkt/Es stinkt/Und stinkt“

Dies war in erster Linie gegen Mahler gerichtet, der mit ihm bei der Vorgängerband Angeschissen zusammengearbeitet hatte. Allerdings versöhnten sich die beiden später wieder: 2006 arbeiteten sie bei Kommando Sonne-nmilch wieder zusammen. In Egotronics Kotzen, einer Antwort auf die Reaktionen zu ihrem kontroversen Stück Raven gegen Deutschland, ist ein Slime-Shirt der Aufhänger für folgende Beobachtung:

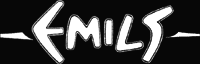
Das Logo der Band Emils ist eine Hommage an das Bandlogo von Slime

„Du kennst die letzte Platte/Bist dazu abgegangen/Doch spielt jetzt Deutschland bist du umgehend ganz unbefangen/Du trägst ein Slime-Shirt/Und ich bin sehr verstört/‚Deutschland muss sterben‘ hast du damals dann wohl überhört“

 Die Hip-Hop-Formation Antilopen Gang bezieht sich in ihrem Song Outlaws mit dem Satz „Deutschrap muss sterben damit wir leben können“ auf den Song Deutschland.
Das Band-Logo von Slime mit seinem hohen Wiedererkennungswert findet sich in geringfügiger Abwandlung im Logo von Michael Mayers Band Elf sowie im Logo der Crossover-Band Emils wieder.

## Besetzung

Besetzung 2016
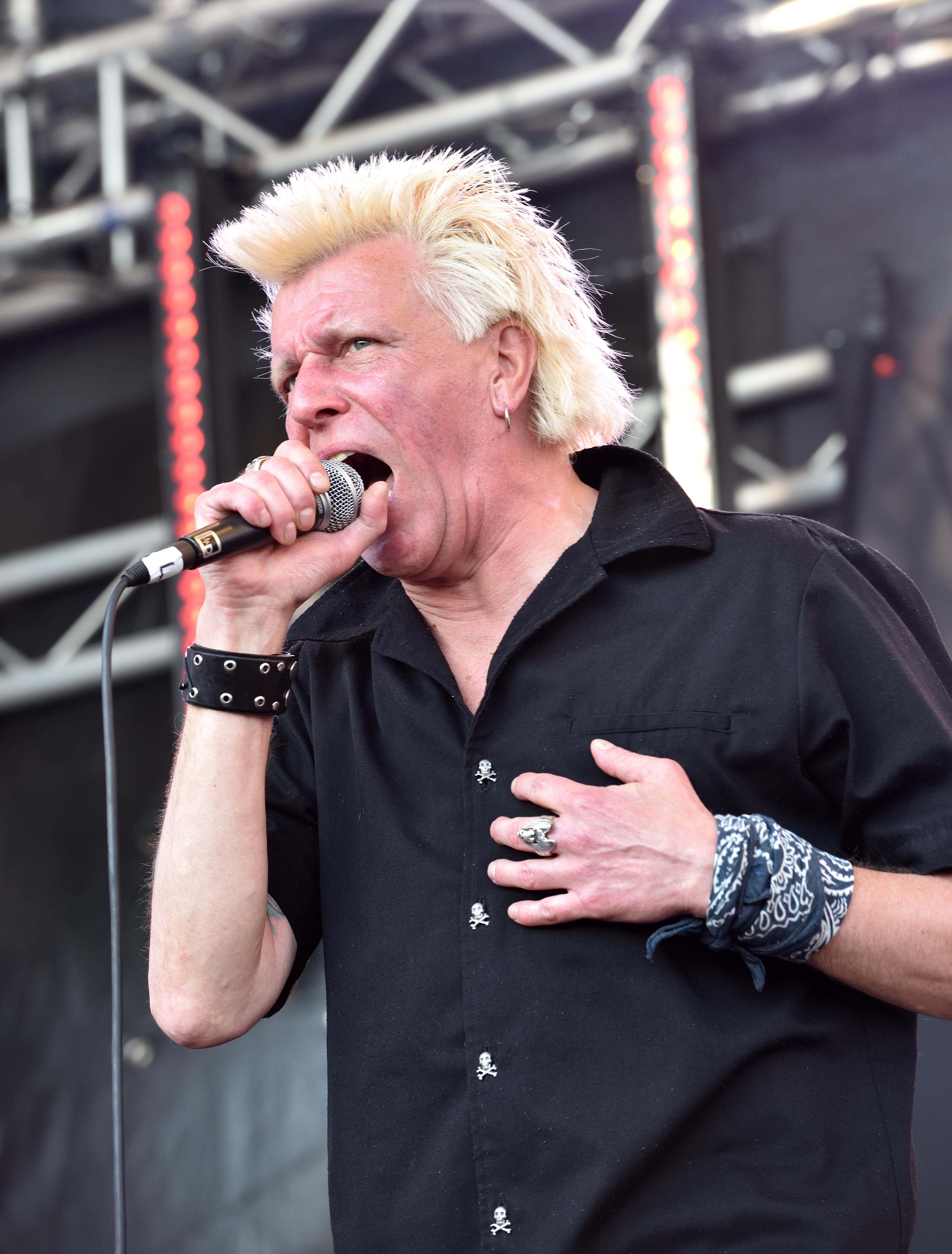
Dirk Jora
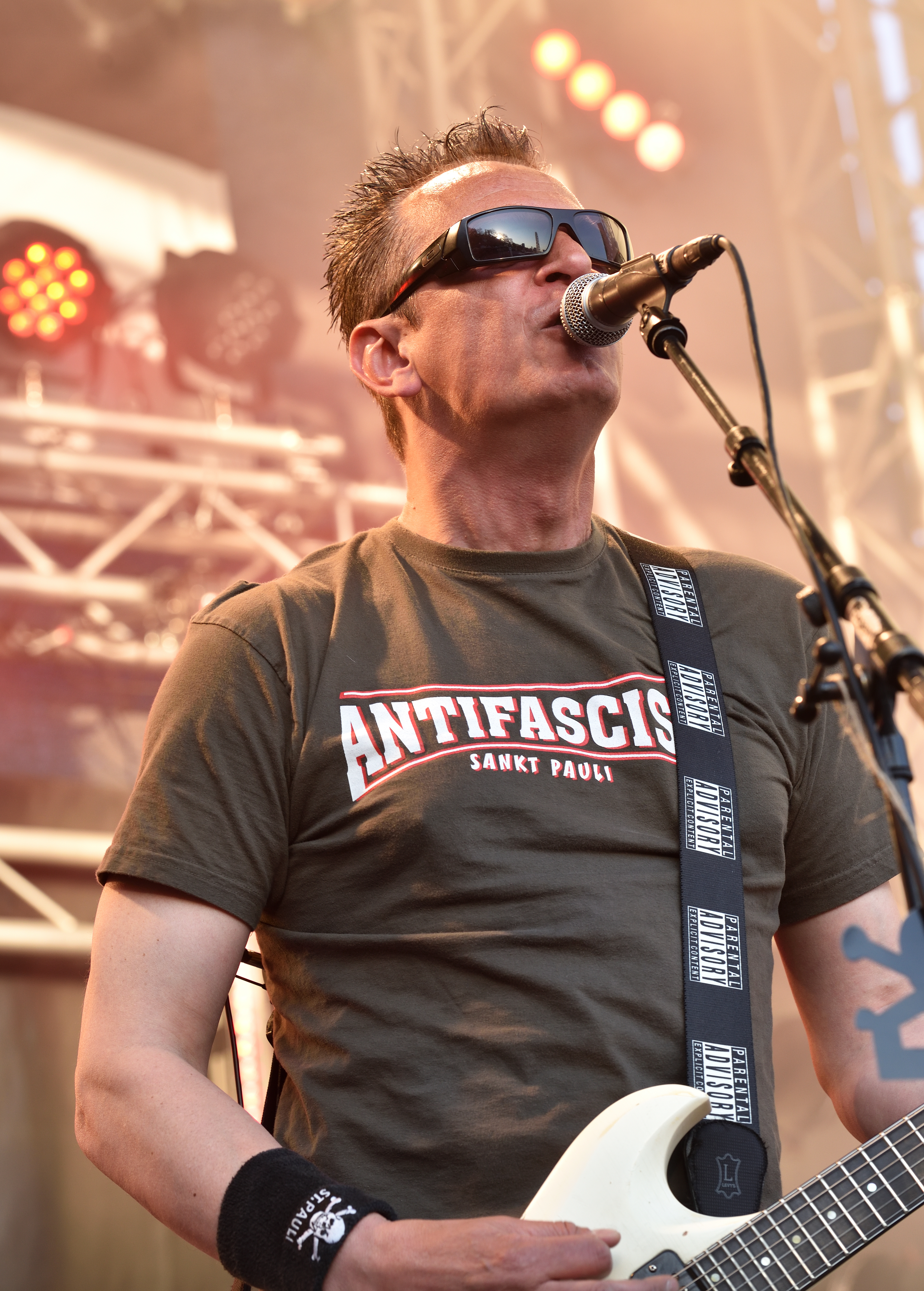
Michael „Elf“ Mayer
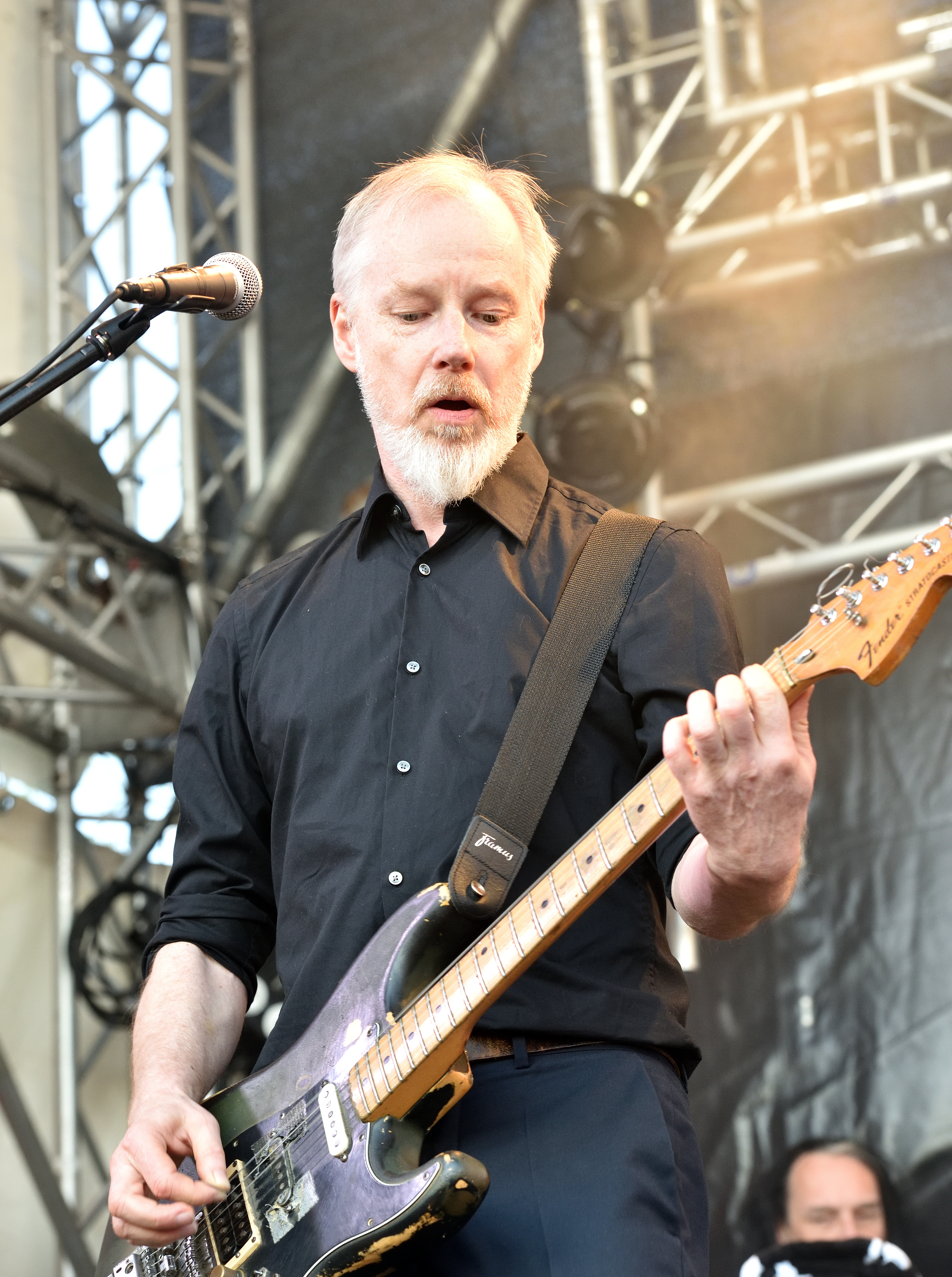
Christian Mevs
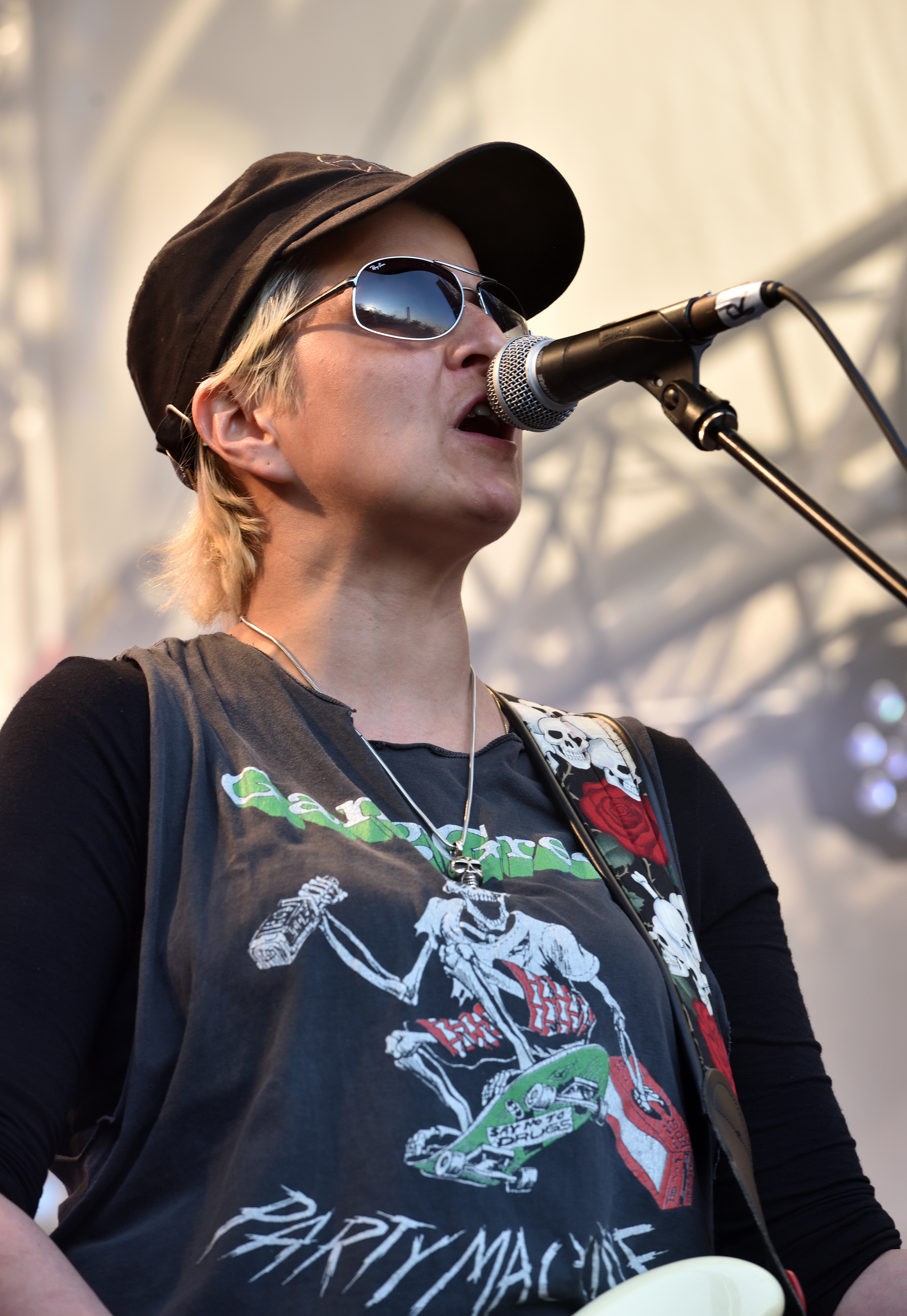
Nici
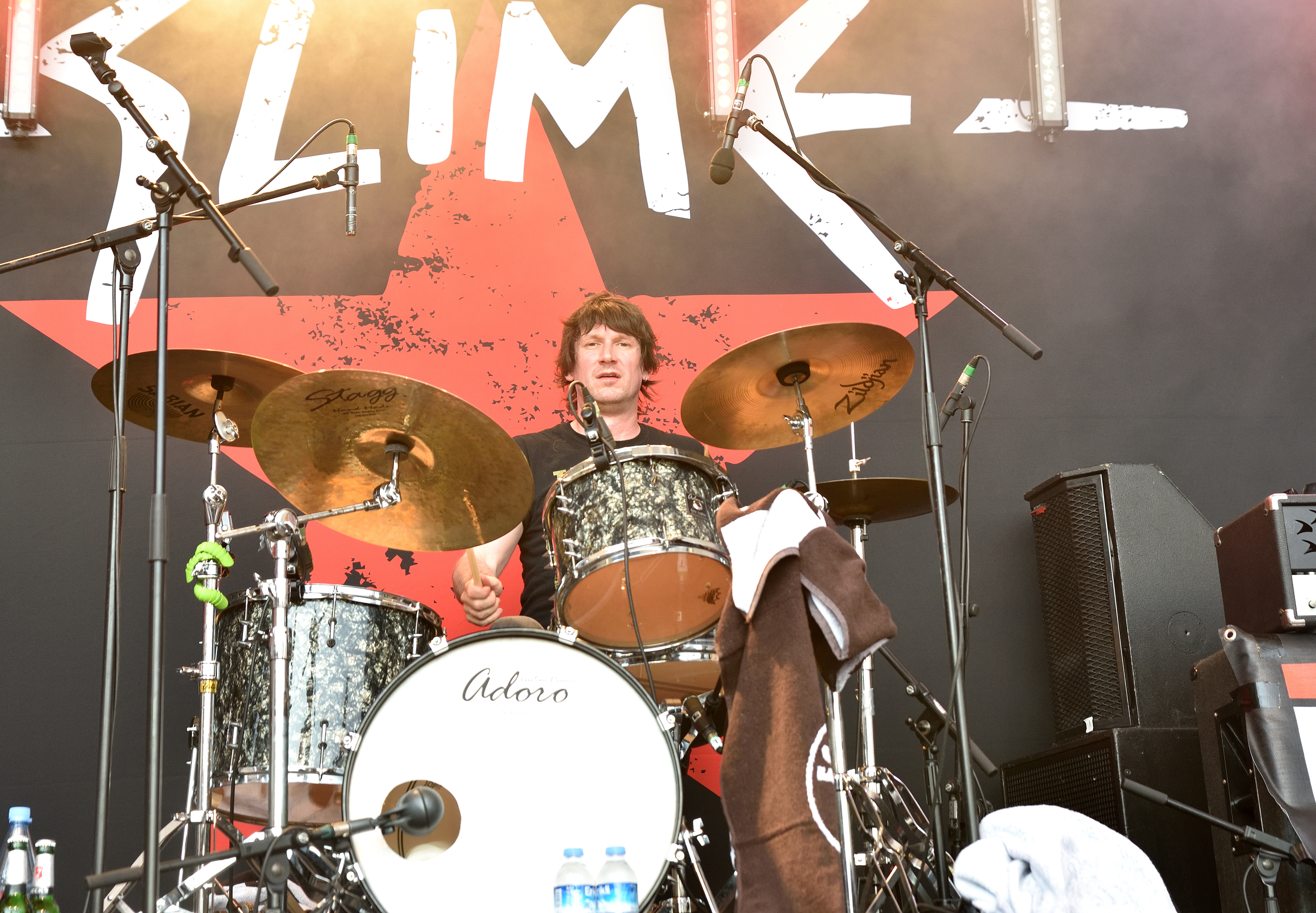
Alex Schwers

## Diskografie

### Studioalben
- 1981: Slime I (Eigenproduktion, 1982 auf Aggressive Rockproduktionen lizenziert, indiziert im Mai 2011)
- 1982: Yankees raus (Aggressive Rockproduktionen)
- 1983: Alle gegen Alle (Aggressive Rockproduktionen)
- 1992: Viva la Muerte (Aggressive Rockproduktionen)
- 1994: Schweineherbst (Indigo)
- 2012: Sich fügen heißt lügen (People Like You Records)
- 2017: Hier und jetzt (People Like You Records)
- 2020: Wem gehört die Angst (Arising Empire)
- 2022: Zwei (Slime Tonträger & Hulk Räckorz)
- 2025: 3!+71 (Slime Tonträger & Hulk Räckorz)

### Livealben
- 1984: Live (Pankehallen 21. Januar 1984) (Aggressive Rockproduktionen)
- 1995: Live Punk Club (Slime Tonträger)
- 2017: Live (Beilage zum Box-Set von Hier und jetzt)

### Kompilationen
- 1990: Compilation ’81–’87 (Bitzcore)
- 1990: Die Letzten (Aggressive Rockproduktionen)
- 2012: Rebellen 1979–2012 (Beilage zum Visions Juni 2012)

### EPs
- 1980: Wir wollen keine Bullenschweine (Moderne Musik, indiziert)

### Singles

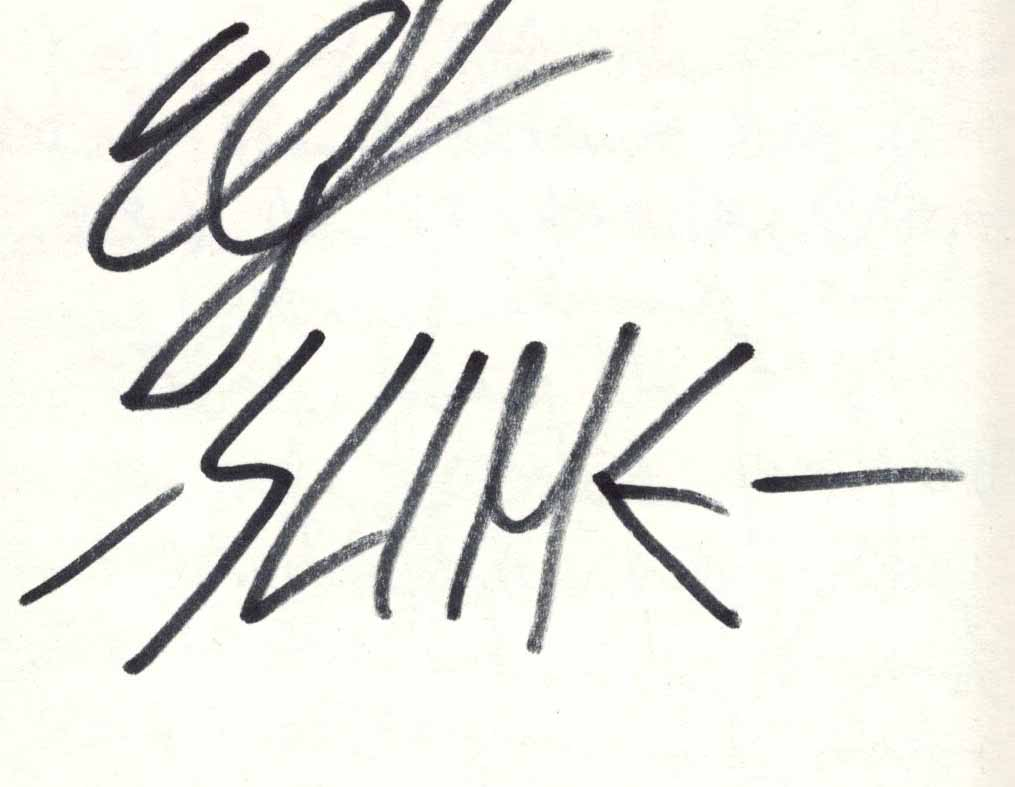
Autogramm von Slime-Gitarrist Michael „Elf“ Mayer (Oktober 2017)

- 1993: Der Tod ist ein Meister aus Deutschland / Schweineherbst (7″, Weserlabel/Indigo)
- 1993: 10 kleine Nazischweine (Split-7″ mit Heiter bis Wolkig, Weserlabel)
- 2015: Fick das Gesetz (7″, Aggressive Punk Produktionen)
- 2016: Sie wollen wieder schießen (dürfen) (7″, People Like You Records)
- 2017: Unsere Lieder (7″, People Like You Records)
- 2018: Patrioten/Hallo Hoffnung (Split-7″ mit ZSK, People Like You Records)
- 2025: Evolution (Slime Tonträger & Hulk Räckorz)

### Tribute-Sampler
- 2009: Alle gegen Alle – A Tribute to Slime (mit Toten Hosen, Rasta Knast, Dritte Wahl etc., indiziert[63])

### Videoalben
- 1994: Schweineherbst (VHS, Indigo)
- 2004: Wenn der Himmel brennt (2 DVD, Weird System)

### Exklusive Samplerbeiträge
- 1981: Keine Führer und Polizei SA-SS auf Soundtracks zum Untergang (indiziert)
- 1990: Der Tod ist ein Meister aus Deutschland (Ostinato RMX) auf Zensur!?
- 1991: Career Opportunities auf Slam-Brigade Haifischbar – Punk in Hamburg 1984–90
- 1992: Hey Punker (zusammen mit Abwärts) auf Prollhead! fordert Tribute
- 1993: Krieg in den Städten auf …Ist es wirklich schon so spät? (Tributalbum für Abstürzende Brieftauben)
- 1994: We Must Bleed auf Strange Notes! A Germs Cover Compilation
- 2011: Mittendrin, St. Pauli und Ab jetzt gewinnen immer wir auf Gegengerade (Soundtrack)
- 2012: Heute hier, morgen dort auf Heute hier, morgen dort – Salut an Hannes Wader
- 2013: Trau dich auf Giraffenaffen 2